# Pepino (Spagna)
Pepino è un comune spagnolo di 2 714 abitanti situato nella comunità autonoma di Castiglia-La Mancia.